# Sjaak Polak
Jacques Mozes (Sjaak) Polak (Den Haag, 18 februari 1976) is een Nederlands voormalig profvoetballer die als linkerverdediger en middenvelder speelde. Sinds het seizoen 2019/20 is Polak hoofdtrainer bij het dameselftal van ADO Den Haag, dat uitkomt in de Vrouwen Eredivisie. In 2020 verscheen zijn biografie 'Even serieus', geschreven door Rick van Leeuwen en uitgegeven door Inside. 
In 2022 maakte hij bij ESPN bekend dat hij blaaskanker heeft.
Sinds 2023 is hij een trainer van FC Lisse. 

## Spelerscarrière
Polak is de nakomeling van een holocaustoverlevende. Zijn opa Sjaak Polak zat gevangen in Westerbork en Auschwitz. Hijzelf brak als voetballer door bij SVV Scheveningen, waarmee hij in 1995/96 algeheel amateurkampioen werd. Zijn carrière als profvoetballer begon hij in 1996 bij Excelsior, waar hij direct basisspeler werd. Hij maakte zijn debuut in het Nederlandse profvoetbal op 21 augustus 1996, toen hij na 75 minuten inviel voor Ton van Bremen in de wedstrijd MVV-Excelsior (3–0).
Nadat hij in 2000 als verdediger zes doelpunten in vijftien wedstrijden voor de Rotterdammers gescoord had, werd hij gecontracteerd door FC Twente. Ook bij FC Twente stond hij vrijwel altijd in de basis en scoorde hij geregeld vanuit een directe vrije trap. In het seizoen 2000/2001 won hij met FC Twente de KNVB beker, door PSV na strafschoppen te verslaan. Polak schoot zijn strafschop raak, nadat hij eerder in de halve finale uit tegen Vitesse al de beslissende strafschop raak schoot.
In het seizoen 2004/05 speelde hij een seizoen in zijn geboorteplaats bij het plaatselijke ADO Den Haag om vervolgens weer terug te keren naar Rotterdam, waar hij speelde voor Sparta Rotterdam. Gedurende het seizoen 2006/07 verruilde hij zijn plek als middenvelder voor een vaste plaats in de verdediging. Hij ontpopte zich tevens als strafschoppenspecialist.
Na mislukte stages bij Austria Wien en St. Gallen was hij in 2008 op proef bij Maccabi Tel Aviv. De club vond hem goed genoeg waarna hij een contract kreeg aangeboden. Om speelgerechtigd te zijn moest Polak echter zijn Nederlandse paspoort inleveren en een half jaar in militaire dienst bij het Krijgswezen van Israël. Zijn opa van zijn vaders kant is joods en via de Wet op de Terugkeer kon hij in aanmerking komen voor een Israëlisch paspoort, waardoor hij voor de club niet als buitenlander zou tellen. Polak ging hier niet mee akkoord.
Op 1 augustus 2008 werd bekendgemaakt dat Polak zijn carrière met ingang van het seizoen 2008/09 ging voortzetten bij BV Veendam, waar hij een driejarig contract tekende. In zijn debuutwedstrijd, thuis tegen SC Cambuur, werd Polak van het veld gestuurd. In het seizoen 2009/10 speelde hij op huurbasis voor RBC Roosendaal.
Op 20 juni 2010 werd bekend dat Polak ging spelen voor Zaterdaghoofdklasser SVV Scheveningen, de club waar hij doorbrak als voetballer. Van mei tot juli 2012 speelde hij in de Verenigde Staten voor Texas Dutch Lions.

## Trainerscarrière
In het seizoen 2012/13 werd hij trainer van RSV Hoekpolder. Van 2014 tot 2016 was Polak trainer bij de reserves van Quick Boys. Van 2016 tot 2017 trainde Polak de jeugd van Sparta Rotterdam en van 2017 tot 2020 was Polak trainer van SJC. In het seizoen 2019/20 werd Polak aangesteld als hoofdtrainer van het dameselftal van ADO Den Haag.

## Clubstatistieken
| seizoen           | club             | land                           | competitie             | duels | goals |
| ----------------- | ---------------- | ------------------------------ | ---------------------- | ----- | ----- |
| 1995/96           | SVV Scheveningen | Nederland                      | Zaterdag 1e klasse A   |       |       |
| 1996/97           | Excelsior        | Nederland                      | Eerste divisie         | 30    | 1     |
| 1997/98           | Excelsior        | Nederland                      | Eerste divisie         | 25    | 4     |
| 1998/99           | Excelsior        | Nederland                      | Eerste divisie         | 31    | 2     |
| 1999/00           | Excelsior        | Nederland                      | Eerste divisie         | 31    | 4     |
| 2000/01           | Excelsior        | Nederland                      | Eerste divisie         | 15    | 6     |
| 2000/01           | FC Twente        | Nederland                      | Eredivisie             | 13    | 0     |
| 2001/02           | FC Twente        | Nederland                      | Eredivisie             | 17    | 2     |
| 2002/03           | FC Twente        | Nederland                      | Eredivisie             | 32    | 6     |
| 2003/04           | FC Twente        | Nederland                      | Eredivisie             | 30    | 4     |
| 2004/05           | ADO Den Haag     | Nederland                      | Eredivisie             | 34    | 5     |
| 2005/06           | Sparta Rotterdam | Nederland                      | Eredivisie             | 28    | 2     |
| 2006/07           | Sparta Rotterdam | Nederland                      | Eredivisie             | 27    | 7     |
| 2007/08           | Sparta Rotterdam | Nederland                      | Eredivisie             | 25    | 5     |
| 2008/09           | BV Veendam       | Nederland                      | Eerste divisie         | 33    | 6     |
| 2009/10           | RBC Roosendaal   | Nederland                      | Eerste divisie         | 18    | 5     |
| 2010/11           | SVV Scheveningen | Nederland                      | Zaterdag Hoofdklasse A |       |       |
| 2011/12           | SVV Scheveningen | Nederland                      | Zaterdag Hoofdklasse A |       |       |
| Texas Dutch Lions | Verenigde Staten | USL Premier Development League | 13                     | 2     |       |
| Totaal            | Totaal           | Totaal                         | Totaal                 | 402   | 61    |

## Erelijst
SVV Scheveningen
- Eerste klasse A: 1995/96

 FC Twente
- KNVB beker: 2000/01

## Trivia
Polak is in Nederland ook relatief bekend geworden vanwege zijn humoristische uitspraken tijdens wedstrijdanalyses en interviews.